# Anastasie Crimca

Anastasie Crimca - portret fantezist de la Manastirea Dragomirna

Anastasie Crimca (n. circa 1560, Suceava – d. 19 ianuarie 1629, Suceava) a fost mitropolit al Moldovei și unul dintre oamenii de cultură de la cumpăna secolelor al XVI-lea și al XVII-lea.

## Biografie

### Familie
Anastasie Crimca era fiu de negustor bogat din Suceava, nepot de soră al vestiților boieri Stroicești posibil nepotul boierului Luca Stroici. Pe tatăl sau îl chemase Ion, iar pe mama sa Cristina (care a decedat la 14 decembrie 1594, fiind îngropată în bisericuța veche de la Pătrăuți de lângă Suceava).

### Viață bisericească
Născut aproximativ în jur de 1560, în Suceava, decedat la 19 ianuarie 1629, în Suceava, înmormântat la Dragomirna, este atestat în februarie 1587 ca "Ilie diac". Documentul în care apare prima dată este un act de danie a domnitorului Petru Șchiopu pentru "Ilie, fiul Crimcoaei din Suceava" a seliștei Ungurașii de pe apa Sucevei, pentru participarea sa la respingerea unui atac căzăcesc asupra Moldovei. Doi ani mai târziu, i se schimbă dania la cererea sa cu moșia Dragomireștii, unde va ctitori viitoarea mănăstire.
În 1599 este preot la Biserica domnească (Biserica Înălțării) din Suceava. Nu se cunoaște data intrării în monahism (la mănăstirea Putna).
În timpul stăpânirii lui Mihai Viteazul în Moldova, este ales episcop al Rădăuților (iunie 1600); în septembrie 1600 a pierdut scaunul, retrăgandu-se la moșia sa Dragomirești, lângă Suceava. În 1602 a ctitorit (împreună cu frații Lupu și Simion Stroici) o bisericuță, devenită apoi bolniță, iar mai tîrziu biserica monumentală a mănăstirii care se va numi Dragomirna, cu hramul "Pogorarea Duhului Sfânt", una dintre cele mai de seamă creații arhitectonice ale începutului de epocă modernă în spațiul românesc.
În primăvara anului 1606 este ales episcop de Roman, iar în primăvara lui 1608 mitropolit al Moldovei, cu reședința în Suceava, păstorind până la moarte (cu o întrerupere în anii 1617 - 1619).
În calitate de mitropolit a luat măsuri pentru o mai bună desfășurare a vieții mănăstirești și pentru scutirea slujitorilor Bisericii de dări; a avut o atitudine potrivnică închinării lăcașurilor așezămintelor din afara țării și împotriva călugărilor străini aflați în mănăstirile moldovene (în marea lor majoritate greci).

Mormântul Mitropolitului Anastasie Crimca de la Dragomirna

A îndeplinit două misiuni diplomatice în Polonia, din încredințarea domnilor țării; a înființat, cu cheltuiala sa, un spital în Suceava (1619), acesta fiind primul atestat documentar în mediul urban din Moldova. A purtat o grijă deosebită ctitoriei sale Dragomirna.
Aici a creat o adevarată școală de caligrafi miniaturiști, Crimca însuși fiind înzestrat cu talent artistic deosebit. Se constată o similitudine între decorațiile picturale ale lăcașului și miniaturi, evidențiind influența pe care a exercitat-o asupra picturii murale a Dragomirnei.
Se cunosc peste 25 de manuscrise din timpul său, majoritatea împodobite cu miniaturi: 3 tetraevanghele, 3 liturghiere și o psaltire la Dragomirna, iar restul (cărți de cult, vieți de sfinți etc.) în biblioteci de peste hotare (7 în Moscova, 3 în Sankt Petersburg, 3 în Lvov, 1 în Viena ș.a.). Evangheliarul de la Voroneț se află din 1946 la Biblioteca Națională din Varșovia.
Manuscrisele din România: Apostolul de la Viena și un Tetraevanghel din Lvov cuprind peste 250 de miniaturi (scene și portrete biblice), la care se adaugă frontispicii și inițiale înflorate și 15 autoportrete lucrate de mitropolit sau de ucenicii lui.

## Imagini

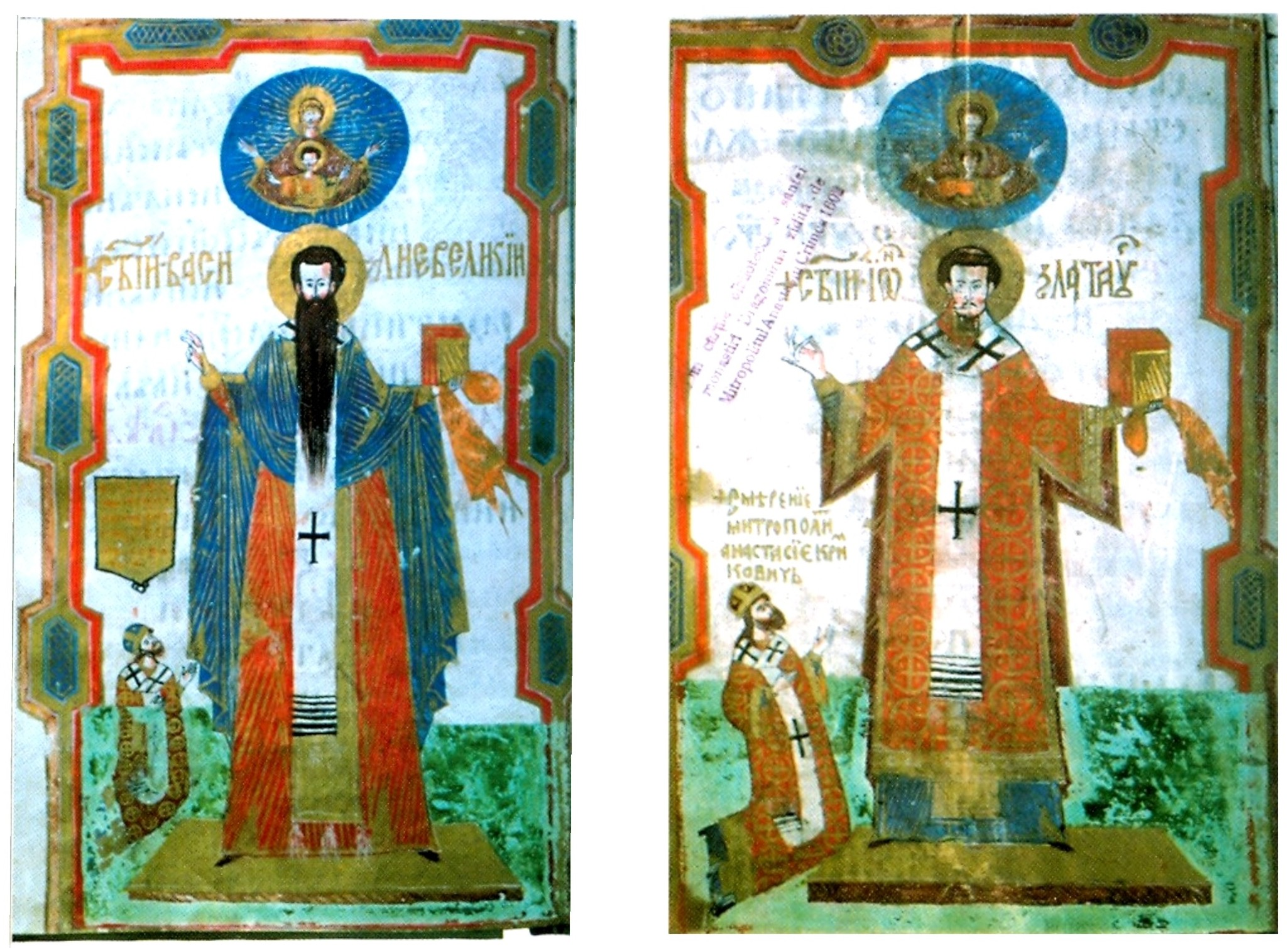
Sfinţii Vasile cel Mare şi Ioan Gură de Aur, cu autoportretul lui Crimca (stânga jos)
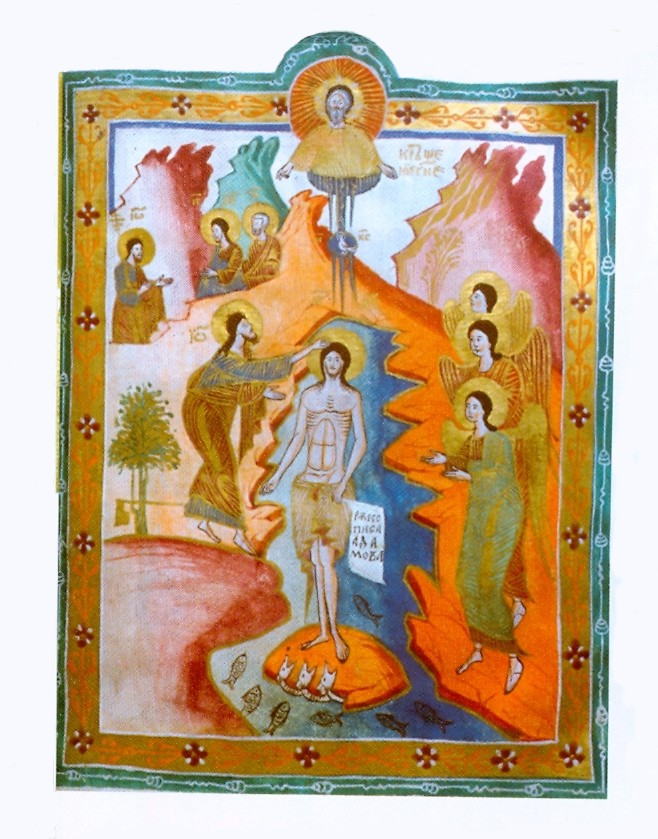
Botezul lui Hristos, pagină miniată din Tetraevangheliarul din 1609
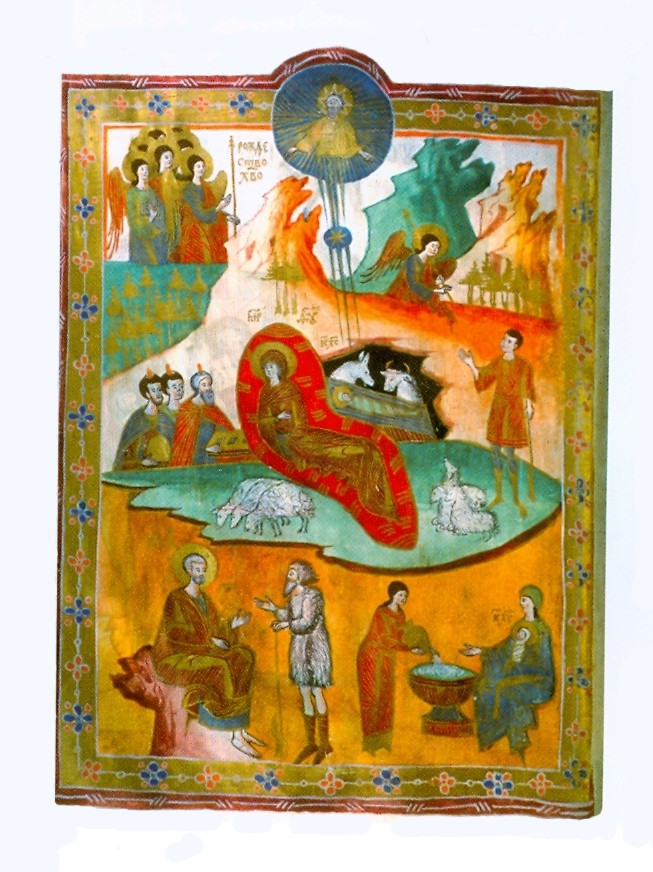
Naşterea lui Hristos, pagină miniată din Tetraevangheliarul din 1609
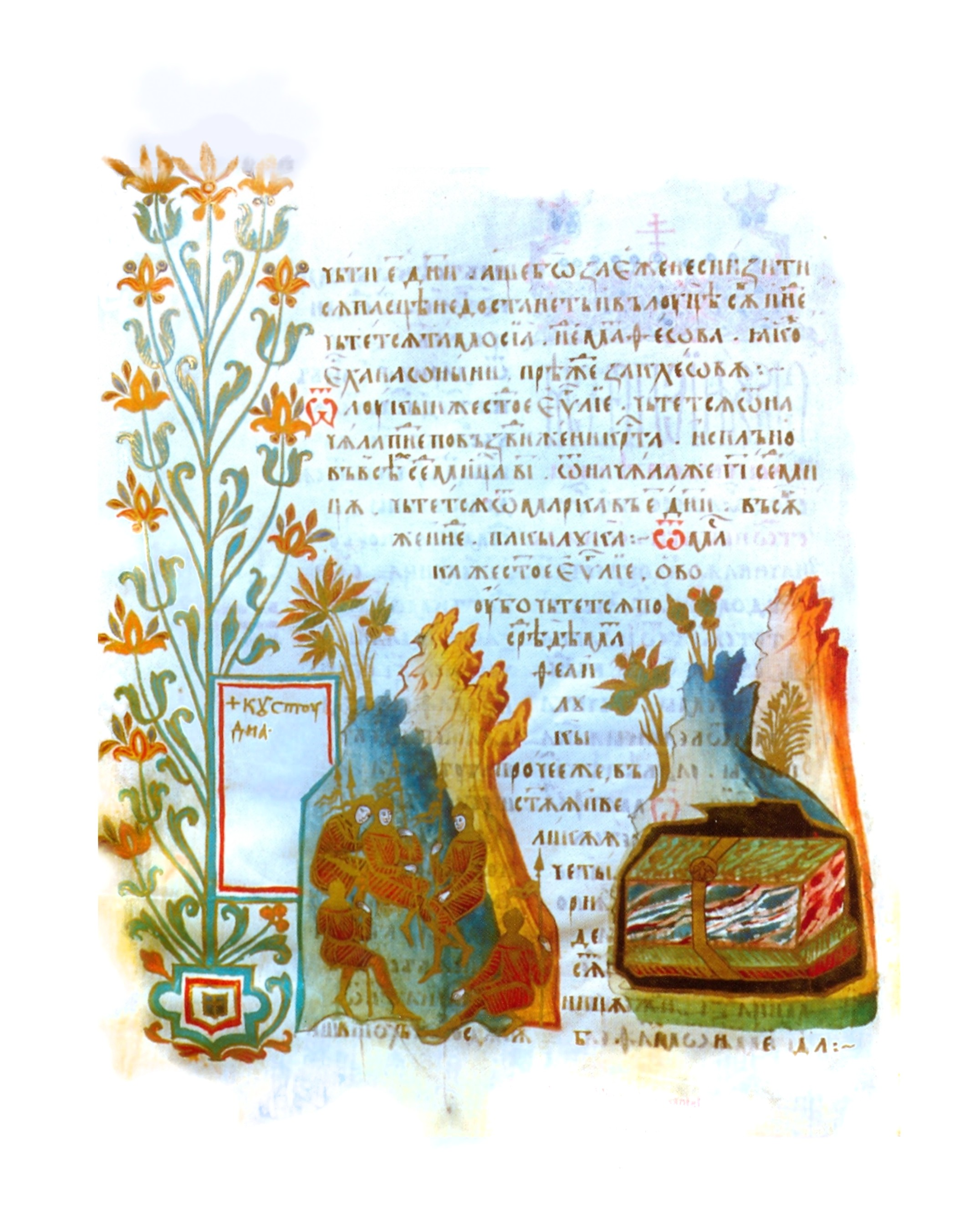
Soldaţi păzind Mormântul, pagină miniată din Tetraevangheliarul din 1609
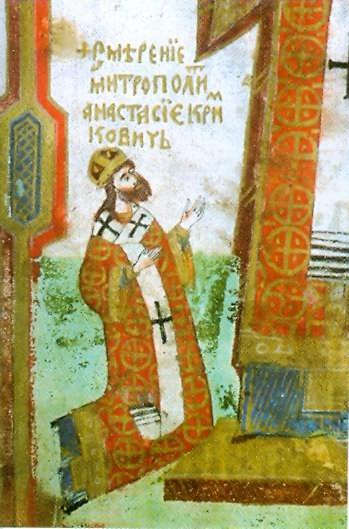
Anastasie Crimca - autoportret
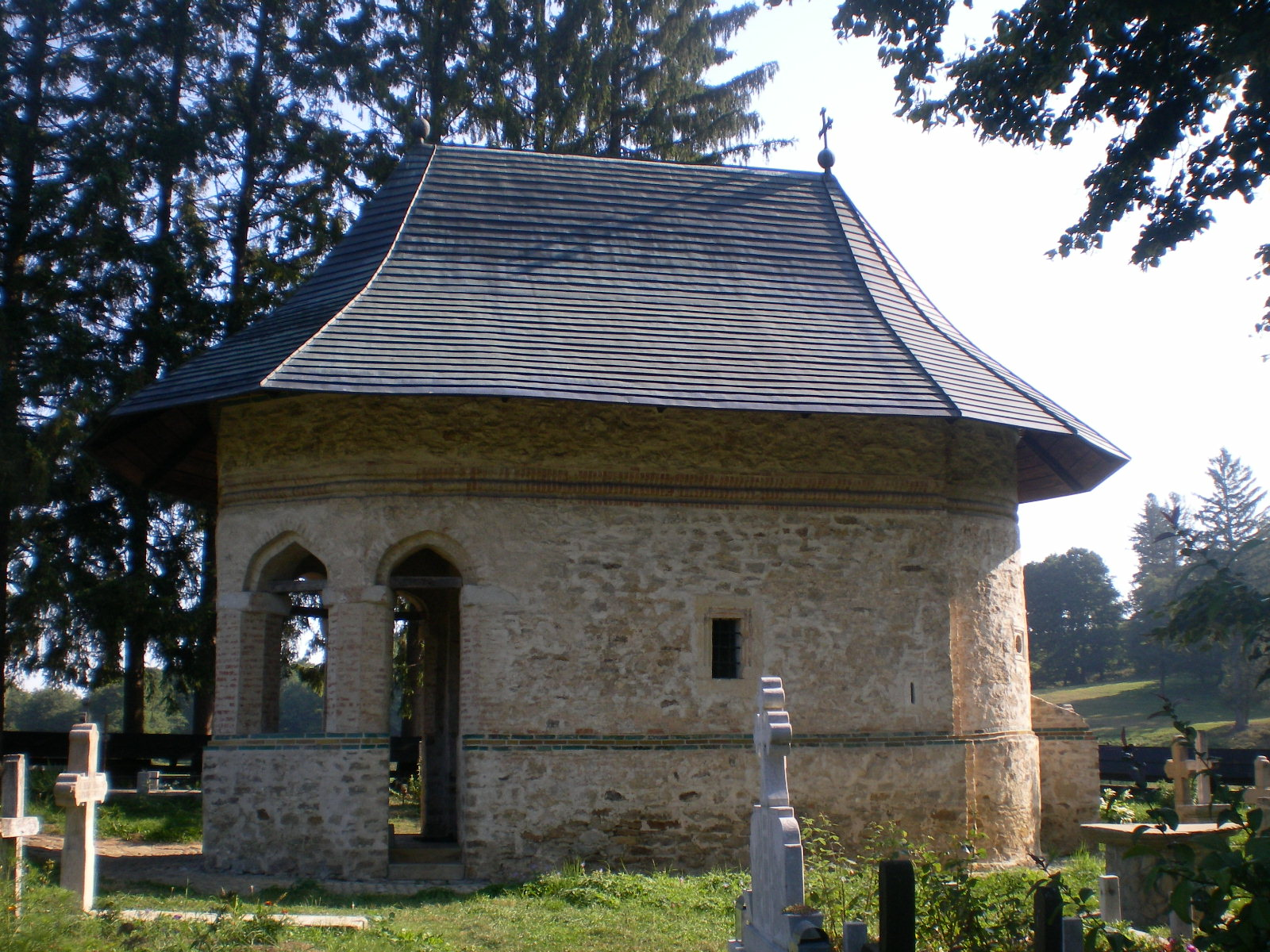
Bolniţa Dragomirnei, 1602 prima ctitorie a lui Anastasie Crimca
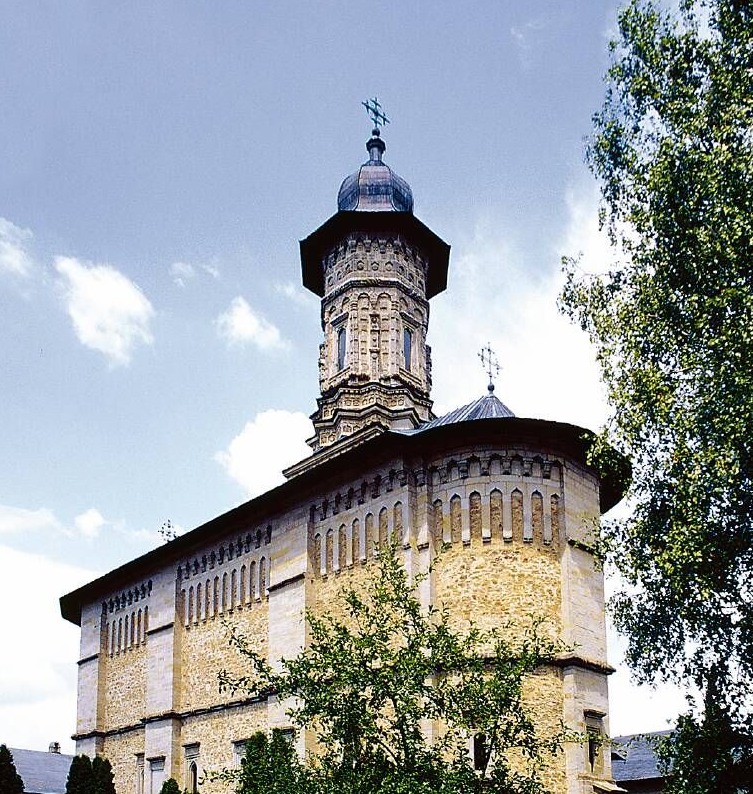
Biserica Mănăstirii Dragomirna, ctitorie a lui Anastasie Crimca

| Predecesor: Teodosie Barbovschi 1605-1608 | Mitropolit al Moldovei 1608 - 19 ianuarie 1629 | Succesor: Anastasie II 1629-1632 |